# رباتیک ردوود
رباتیک ردوود (به انگلیسی: Redwood Robotics) یک سرمایه‌گذاری مشترک بود که در ژوئیه ۲۰۱۲ بین مکا رباتیک، گاراژ ویلو و اس‌آرآی اینترنشنال اعلام شد که همگی در زمینه رباتیک حضور پررنگی دارند. ردوود در بازوهای روباتیک «که برای برنامه‌ریزی ساده، ارزان و ایمن برای کار در کنار مردم هستند» تخصص، حوزه ای که در حال حاضر توسط ریتینگز رباتیکس (هارتلند رباتیک سابق) اشغال شده‌است. ردوود رباتیکز ادعا کرد که بازوی او «بازوی نسل بعدی» است.

## سرانجام
در سال ۲۰۱۳ ردوود رباتیکز توسط گوگل ایکس خریداری شد.